# Vallone d'Arnas
Il Vallone d'Arnas è una diramazione laterale della valle di Viù nelle valli di Lanzo.

## Caratteristiche
Il vallone di dirama sopra l'abitato di Usseglio sulla sinistra orografica. Inizialmente risulta molto incassato e sovrastato dalle imponenti pendici del monte Lera. Più in alto si apre in varie conche modellate nei tempi remoti dai ghiacciai. È molto ricco di laghi sia naturali che artificiali ed il più importanti tra questi risulta il lago della Rossa.
E' contornato da vette particolarmente elevate. In senso orario si possono ricordare: Monte Lera, Croce Rossa, Punta d'Arnas, Punta Maria, Punta Fortino, Punta Loson, Cima Autour, Monte Servin e Torre d'Ovarda.
Il Collarin d'Arnas ed il passo delle Mangioire lo mettono in comunicazione con l'alta val d'Ala sopra il pian della Mussa, mentre il Colle d'Arnas, a più di tremila metri di quota, lo collega con l'alta Moriana e la Francia.
E' percorso da una strada privata dell'Enel che raggiunge il lago Dietro la Torre e serve per la manutenzione della diga del lago della Rossa.
Il rifugio Luigi Cibrario è collocato nella conca del Peraciaval laterale del vallone.
In passato il vallone fu interessato da ricerche minerarie e concessioni per lo sfruttamento di alcune miniere delle quali una di cobalto.

## Laghi
Il vallone è ricco di molti laghi di origine glaciale ed alcuni per sbarramento:
- Lago della Rossa
- Lago Dietro la Torre
- Lago di Bessanetto
- Lago del Collarin
- Lago Peraciaval